# Cipriano Pontoglio
Cipriano Pontoglio (Bèrgam, 1831 - Milà, 1892) fou un pianista i compositor italià.
Tenia la carrera d'advocat, per aquest motiu inicià la gestió d'un bufet a Zogno. Però en ser fill d'un organista tenia una inclinació natural per a la música viva: estudià piano a Milà amb Cagnoni i la composició a Nàpols amb Serrao. Reclutat per l'exèrcit, dirigí la banda d'un regiment i lluità a Custoza. Director de la capella musical de la parròquia de Breno, va compondre música sagrada que avui reposa en l'arxiu de la catedral de Brescia. A Milà dirigí una escola de música, a La Spezia, i va compondre diverses òperes, entre elles:
- Lamberto Malatesta (1857);
- Il cerco di Brescia (1865);
- Tebaldo Brusato (1865);
- D. Prospero l'ottimista (1867);
- La schiava greca (1868);
- La note di Natale (1872);
- Edward Stuart (1877).

El seu germà Giovanni, també fou un bon músic.